# Bandi Csupor
Bandi Csupor (Arnhem, 1964) is een voormalig Nederlands korfballer en huidig korfbalcoach. Hij speelde voor Oost-Arnhem en won met deze club meerdere Nederlandse titels. Hij speelde ook nog een aantal seizoenen voor VADA 1925.

## Spelerscarrière
Csupor begon met korfbal bij Oost-Arnhem. Hij debuteerde in de hoofdmacht van de club in 1984, toen hij 20 jaar oud was. Hij was een belangrijke speler in een gouden periode van de club en speelde samen met onder andere Erik Wolsink en Ron Steenbergen. In 1985 won hij de prijs van Beste Debutant. In de jaren 80 was Oost-Arnhem bijzonder succesvol en werd het Nederlands kampioen in de zaal in 1987 en 1988.
Ook werd de Europacup veroverd in 1988 en 1989. 
In 1996 werd Csupor nog een keer Nederlands zaalkampioen en in 1997 werd hij ook nog Nederlands veldkampioen.
Na 18 seizoenen te hebben gespeeld in de hoofdmacht kreeg Csupor in 2000 te horen dat hij bij Oost-Arnhem vanwege zijn leeftijd buiten de selectie zou vallen.
Csupor voelde zich op zijn 36e nog fit genoeg voor het topniveau en stapte over naar VADA 1925. Daar speelde hij nog 3 seizoenen in de hoofdmacht.
In 2003 nam Csupor afscheid van het korfbal op het hoogste niveau.

## Erelijst
- Nederlands kampioen zaal, 3x (1987, 1988, 1996)
- Nederlands kampioen veld, 1x (1997)
- Europacup kampioen, 2x (1988, 1989)

## Oranje
Ondanks dat Csupor geselecteerd werd voor het Nederlands korfbalteam heeft hij geen officiële interlands achter zijn naam.

## Coach
Na zijn carrière als speler op het hoogste niveau is Csupor coach geworden bij verschillende clubs. Zo was hij in 2008-2009 de coach van Oost-Arnhem 2, maar daar moest hij na 1 seizoen weg vanwege een conflict met de club. Hij heeft daarna een omzwerving gemaakt naar Rheko, DOT (Oss) en AKC Almelo. Vanaf 2018 werd Csupor coach van Oost-Arnhem A1 jeugd.